# مارکو تیلیو
مارکو تیلیو (انگلیسی: Marco Tilio؛ زادهٔ ۲۳ اوت ۲۰۰۱) بازیکن فوتبال اهل استرالیا است.
از باشگاه‌هایی که در آن بازی کرده‌است می‌توان به باشگاه فوتبال سیدنی و باشگاه فوتبال ملبورن سیتی اشاره کرد.
وی همچنین در تیم‌های ملی فوتبال زیر ۲۳ سال استرالیا و استرالیا بازی کرده‌است.